# كونراد ديتريتش ماجيروس

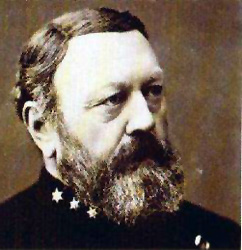
كونراد ديتريتش ماجيروس

كونراد ديتريتش ماجيروس (بالألمانية: Conrad Dietrich Magirus)‏ء (26 شتنبر 1824 - 26 يونيو 1895) ولد في مدينة أولم الألمانية (مسقط رأس أينشتاين)، إطفائي ورجل أعمال عرف باختراعه السُلّم الخاص بسيارة الإطفاء.
درس في مدينة نابولي، ثم عمل مديراً لمجمع أولم للجمباز، فيما أصبح بعدها بعض أعضاء المجمع من المؤسسين الرسميين لشركة مكافحة الحرائق سنة 1846، وبعد أن تسلم إدارة أعمال أبيه في المصنع ومحلات البقالة سنة 1850 قام بعدها بنشر بعض أعماله عن تقنية مكافحة الحريق.《Das Feuerlöschwesen in allen seinen Theilen》ء  قبل تسلم قيادة فرقة الإطفائيين سنة 1853 بسبب جهوده ونجاحاته في مكافحة الحرائق وفي 10 يوليو من نفس السنة أسس جمعية مهنية لما يعرف اليوم بمصلحة مكافحة الحرائق Deutscher Feuerwehrverband وقام بتطوير عدة آليات ومعدات مما دفعه للتفكير في إنشاء سلم خاص بمكافحة الحرائق. قبل أن يدخل في شراكة مع الأخوين إيبرهارد وذلك بتأسيس شركة خاصة ببيع معدات مكافحة الحريق  قبل أن يأسس شركته الخاصة في 1866 بعد توتر العلاقات مع الأخوين إيبرهارد.
سنة 1887 قام ديتريتش بتمرير إدارة الشركة لأبنائه الثلاثة، هاينريش، أوتو، وهيرمان قبل وفاته سنة 1895، وما تزال شركته اليوم تحمل اسم إيفيكو ماجيروس
وقد سميت عدة شوارع في أولم برلين، وشتوتغارت باسمه عرفاناً له بالجميل.
كما تقام جائزة سنوية باسمه لأفضل فريق إطفاء في ألمانيا

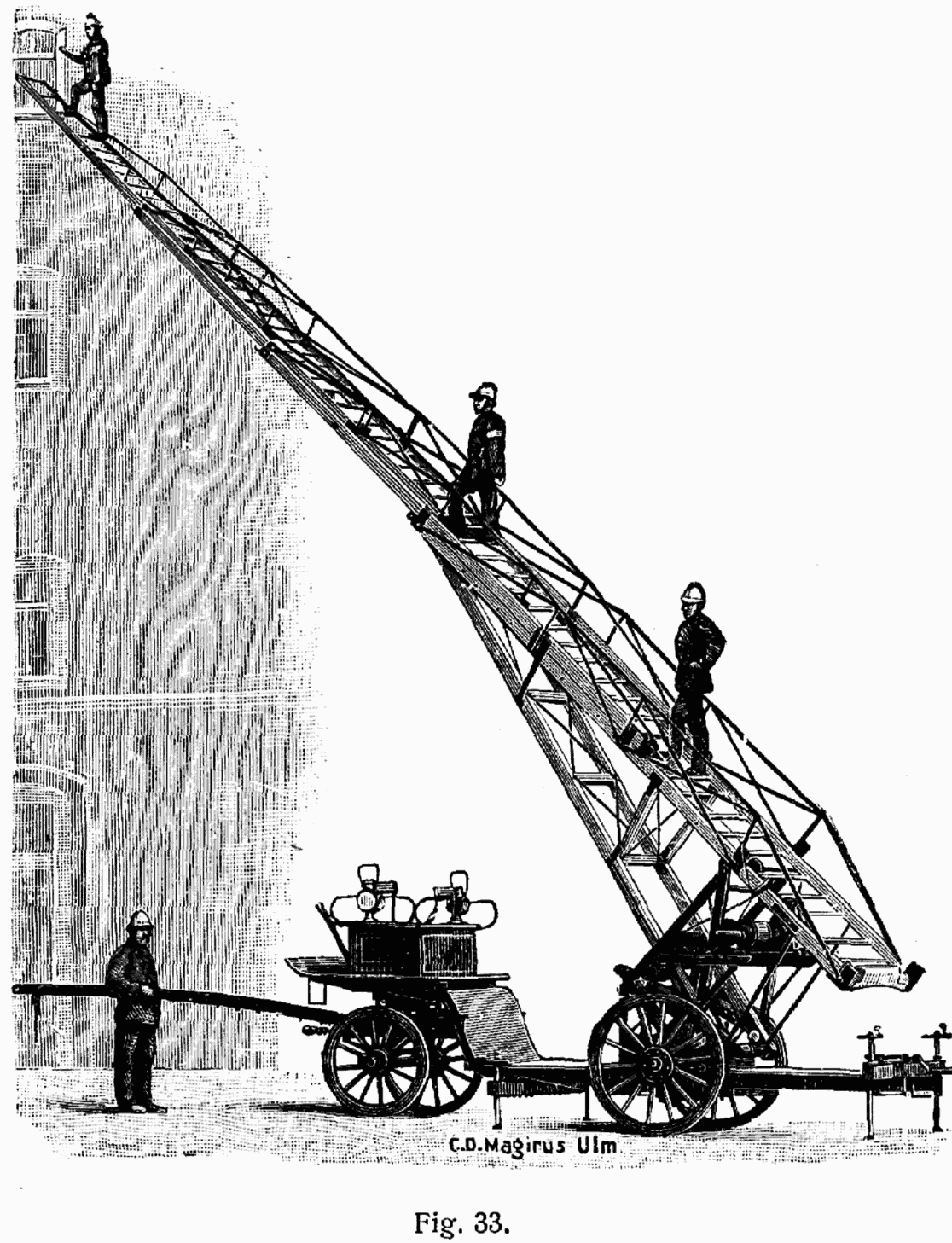
رسم تصويري لسُلم الإطفاء من إختراع ماجيروس